# Daleks!
DALEKS! ist eine britische, computeranimierte Webserie. Die Hauptfiguren sind die Daleks aus der Serie Doctor Who. Die Serie hat fünf Folgen und wurde wöchentlich auf YouTube veröffentlicht.

## Handlung
Die Daleks, eine der gefährlichsten Spezies, treffen auf eine ihnen ebenbürtige Bedrohung.

## Synchronisation
| Figur                                  | Originalsprecher | Deutscher Sprecher |
| -------------------------------------- | ---------------- | ------------------ |
| Daleks                                 | Nicholas Briggs  |                    |
| R-41                                   | Joe Sugg         |                    |
| Queen of the Mechanoids                | Anjli Mohindra   |                    |
| The Chief Archivian and Mechanoid 2150 | Ayesha Antoine   |                    |

## Episodenliste
| Nr. (ges.) | Nr. (St.) | Deutscher Titel | Originaltitel                    | Erstveröffentlichung Vereinigtes Königreich | Deutschsprachige Erstausstrahlung (D) | Regie | Drehbuch |
| ---------- | --------- | --------------- | -------------------------------- | ------------------------------------------- | ------------------------------------- | ----- | -------- |
| 1          | 1         | –               | The Archive of Islos             | 12. Nov. 2020                               | –                                     | –     | –        |
| 2          | 2         | –               | The Sentinel of the Fifth Galaxy | 19. Nov. 2020                               | –                                     | –     | –        |
| 3          | 3         | –               | Planet of the Mechanoids         | 26. Nov. 2020                               | –                                     | –     | –        |
| 4          | 4         | –               | The Deadly Ally                  | 3. Dez. 2020                                | –                                     | –     | –        |
| 5          | 5         | –               | Day of Reckoning                 | 10. Dez. 2020                               | –                                     | –     | –        |

## Auszeichnungen
| Preis         | Jahr | Kategorie              | Resultat  |
| ------------- | ---- | ---------------------- | --------- |
| Shorty Awards | 2021 | Best use of Animations | Nominiert |